# Erica Piccotti
Erica Piccotti, née en 1999 à Rome (Italie), est une violoncelliste italienne.
En 2022, elle est demi-finaliste du Concours musical international Reine Élisabeth de Belgique.

## Biographie
Erica Piccotti étudie d'abord avec Francesco Storino à l'Accademia Nazionale di Santa Cecilia puis, à l'âge de 14 ans, avec Antônio Meneses à la Haute école des arts de Berne et ensuite à la Walter Stauffer Academy à Crémone et à l'Accademia Chigiana à Sienne. En 2017, elle est boursière à l'Académie Kronberg.
Elle suit des master classes entre autres avec David Geringas, Julius Berger et Thomas Demenga.
Piccotti a travaillé notamment avec Antônio Meneses, Augustin Dumay, Julius Berger, Mario Brunello, Bruno Canino, Salvatore Accardo et Andrea Lucchesini.
Elle joue actuellement (en 2019) sur un violoncelle fabriqué par Francesco Ruggeri (Crémone 1692).